# جان لوك نانسي
جان لوك نانسي (بالفرنسية: Jean-Luc Nancy)‏ هو فيلسوف فرنسي، ولد في 26 يوليو 1940 في بوردو في فرنسا.

## وصلات خارجية
- جان لوك نانسي على موقع IMDb (الإنجليزية)
- جان لوك نانسي على موقع مونزينجر (الألمانية)
- جان لوك نانسي على موقع ألو سيني (الفرنسية)
- جان لوك نانسي على موقع أول موفي (الإنجليزية)
- جان لوك نانسي على موقع قاعدة بيانات الفيلم (الإنجليزية)
- جان لوك نانسي على موقع كينوبويسك (الروسية)